# Вєхха
Вєхха (*Wehha, д/н —571) — 1-й король Східної Англії.

## Життєпис
Походив зі знатного роду англів з південної Ютландії, що вів родовід від бога Водана. Можливо був сином вождя Вігельма, сина Ґрипа та онука Ґродмунда. Висловляється гіпотеза, що Вєхха є скороченою формою германського імені Віхстан. Також на думку низки дослідників був родичем скандинавського роду Інглінгів
Десь в середині 550-х років на чолі потужного загону перебрався до південно-східної Британії. Тут заснував своє королівство. Втім разом з Вєххою до Британії по тсусідству прибули також вожді англів з Ютландії та Фризії. Вважаєтсь, що Вєхха був королем лише англів-саффолків, протистоячи англам-норфолкам.
Помер або загинув близько 571 року. Йому спадкував син Вуффа.